# Leandro Donizete
Leandro Donizete Gonçalves da Silva, meglio conosciuto come Leandro Donizete (Araraquara, 18 maggio 1982), è un ex calciatore brasiliano, di ruolo centrocampista.

## Carriera

### Gli inizi: Ferroviária e Coritiba
Donizete, dopo 4 anni nel Ferroviária, passa nel 2007 al Coritiba, club nel quale gioca ben 154 partite, segnando 3 gol. L'esordio avviene il 1º giugno 2008 in Coritiba-Cruzeiro 1-1.

### Atlético Mineiro
Nel 2012 l'Atlético Mineiro decide di puntare su di lui per affidargli il centrocampo, così lo acquista e ne fa un titolare quasi inamovibile.
Esordisce con il nuovo club il 9 giugno 2012, in trasferta contro il Palmeiras (partita vinta per 1-0 dall'Atlético Mineiro, grazie al gol di Jô).

## Palmarès
- Campionato Paranaense: 1

Coritiba: 2008, 2010, 2011
- Campeonato Brasileiro Série B: 1

Coritiba: 2010
- Campionato Mineiro: 2

Atlético Mineiro: 2012, 2013
- Coppa del Brasile: 1

Atlético Mineiro: 2014